# 豊島康家
豊島 康家（としま やすいえ、生没年不詳）は、平安時代の豪族。豊島氏常家の子。通称三郎 。

## 略歴
在地の有力官人である秩父氏の流れをくむ。娘が藤原遠兼（後に足立氏）に嫁いだ際には、康家から娘へ足立郡の一部が譲渡された。子の清元へは秩父重弘の娘が嫁いだ。